# Терен колючий

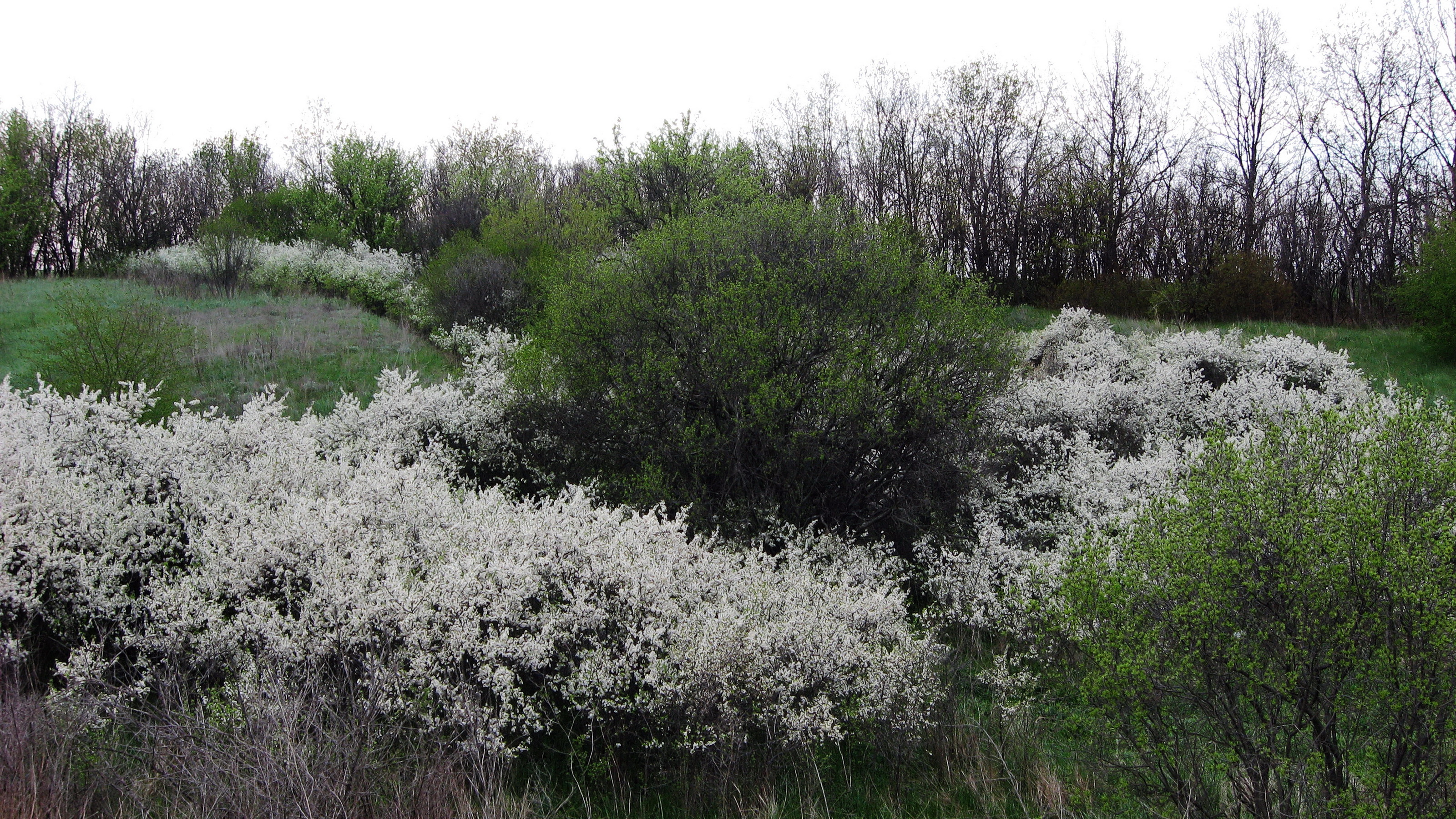
Степова балка. Терник.

Те́рен колю́чий, слива молдавська, терен молдавський або просто те́рен (Prunus spinosa L., Prunus moldavica Kotov; місцеві назви — слива колюча, тернина, тернослив тощо) — вид рослин із родини розових (Rosaceae).

## Загальний опис

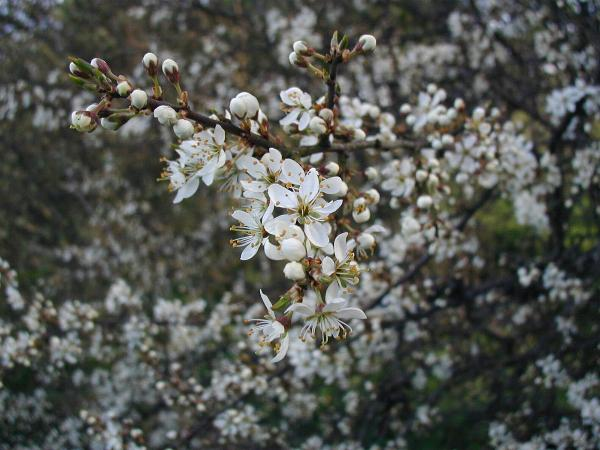
Цвітіння терну звичайного

Кущ терну

Гіллястий кущ (1–4 м заввишки) або невелике деревце з широкояйцевидною кроною, темно-сірою корою і численними колючками. Молоді пагони червонувато-бурі, коротковолосі або голі. Листки чергові видовжені або видовжено-оберненояйцевидною (2–5 см завдовжки, 1–1,8 см завширшки), при основі клиноподібні, городчасто-пилчасті, зубчики залозисті. Молоді листки з обох боків запушені, пізніше зверху голі.
Квітки (0,6–1 см у діаметрі) поодинокі, рідше по 2–3 з короткими голими квітконіжками. Квітколоже увігнуте, чашолистків п'ять, трикутно-яйцевидні, по краю війчастих. Віночок білий або зеленкуватий, з п'ятьма видовженими тупими пелюстками, тичинок 20, маточка одна, зав'язь верхня.
Плід — кістянка куляста або округло-конічна, соковита, однонасінна (10–12 мм завдовжки), чорна з восковим нальотом. Кісточка сплюснута, яйцеподібна, зморшкувата, погано відділяється від м'якуша.
Росте на узліссях, по чагарниках, балках, долинах річок.
Морозостійка, світлолюбна рослина. Цвіте у квітні — травні, плоди достигають у вересні.
Поширений у Закарпатті, Карпатах, Розточчі — Опіллі, в західному Поліссі і в північному Лісостепу, в Степу і Криму замінюється терном степовим.
Райони заготівель — Київська, Вінницька, Черкаська, Полтавська, Харківська, Сумська, Хмельницька, Тернопільська, Львівська, Івано-Франківська області, у Кримській, Херсонській, Запорізькій, Миколаївській; Кіровоградській, Донецькій, Луганській областях можна збирати терен степовий.
Запаси сировини значні.

## Підвиди
- Терен колючий, підвид степовий (Prunus spinosa subsp. stepposa Kotov.)

Відрізняється від попереднього дефінітивного виду більшим запушенням і більшими плодами (1,5–2 см у діаметрі.) Поширений у Степу України.
- Терен колючий, підвид молдавський (Prunus spinosa subsp. moldavica Kotov) — на Придністров'ї, західній частині Степу і в Криму.

## Практичне використання
Харчова, медоносна, лікарська, танідоносна, фарбувальна, декоративна, фітомеліоративна рослина.

### У харчуванні
Плоди терну вживають у їжу свіжими, особливо після проморожування, а також використовують як цінний продукт для різних способів переробки, для виробництва вин, варення, соків, сиропів, екстракту, настоянки (тернівка), лікерів, оцту, мармеладу, пастили, цукатів.
Вина, наливки й кондитерські вироби з терну відзначаються високими смаковими і дієтичними властивостями, тонким приємним ароматом.
Терен використовують як у харчовій промисловості, так і для домашнього консервування.

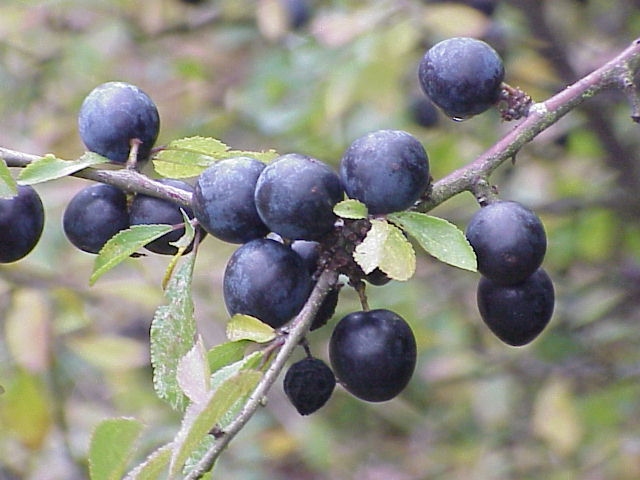
Плоди терну колючого

До складу плодів входять цукри (5,6 %), яблучна кислота (3,3 %), дубильні й ароматичні речовини, вітамін С (15–19 мг%).
Насіння терну містить жирну олію (до 37 %), глюкозид амигдалін і може слугувати сировиною для одержання жирної і мигдалевої ефірної олії. З кісточок виробляють активоване вугілля.
Своїх смакових властивостей терен не втрачає навіть після висушування. Сухі плоди йдуть на приготування компотів, киселів і як замінник чаю.
Терен — весняний медодай і пилкодай, що дає підтримувальний взяток. Медопродуктивність його доходить до 30 кг/га.

### У медицині
У народній медицині терен здавна використовують як дієтичний і лікувальний засіб при захворюваннях шлунку та кишки. Плоди, квітки і кору терну застосовують як кровоочисний засіб, особливо при нашкірних висипах, масових фурункулах. Квітки терну корисні і при різних хворобах печінки. Квітки регулюють перистальтику кишок і вважаються ніжним проносним засобом. Корені, кора і молода деревина мають протигарячкові і потогінні властивості. Листки терну рекомендують як сечогінний і проносний засіб. Верхній шар кори терну рекомендують прикладати при бешихових запаленнях шкіри. Відвари з коренів і листків використовують для полоскання ротової порожнини при захворюванні зубів і ясен.

### У промисловості
Кора і деревина терну містять таніди (до 8 %) і використовуються для дублення шкір. При змішуванні кори з мідним купоросом одержують чорну фарбу і якісне чорне чорнило, а при змішуванні з лугами — жовту фарбу. Сік плодів використовують для фарбування полотна.

### У озелененні
В озелененні терен використовують для створення живоплотів. Терен колючий і степовий — цінні рослини для створення захисних насаджень, для закріплення схилів, ярів і балок.

## Збирання, переробка та зберігання
Збирають плоди, квітки, листки і корені. Плоди збирають восени, сортують, видаляючи пошкоджені і домішки. Перебрані чисті плоди зсипають у дерев'яні діжки, прикривають чистою вологою тканиною і зберігають у погребах або ж відправляють на пункти переробки. Сушать плоди на сонці або під наметами, у печах чи сушарках при температурі 45–50 °C. Висушені плоди пакують у паперові мішки вагою по 25 або 50 кг і зберігають у сухих прохолодних приміщеннях.
Листки збирають у середині літа, квітки — в період повного цвітіння і сушать звичайним способом.